# Atractus nigriventris
Atractus nigriventris — вид змій родини полозових (Colubridae). Ендемік Колумбії.

## Поширення і екологія
Atractus nigriventris відомі з типової місцевості, розташованої в районі Чити в департаменті Бояка. Вони живуть в тропічних лісах.